# Martin Grüner

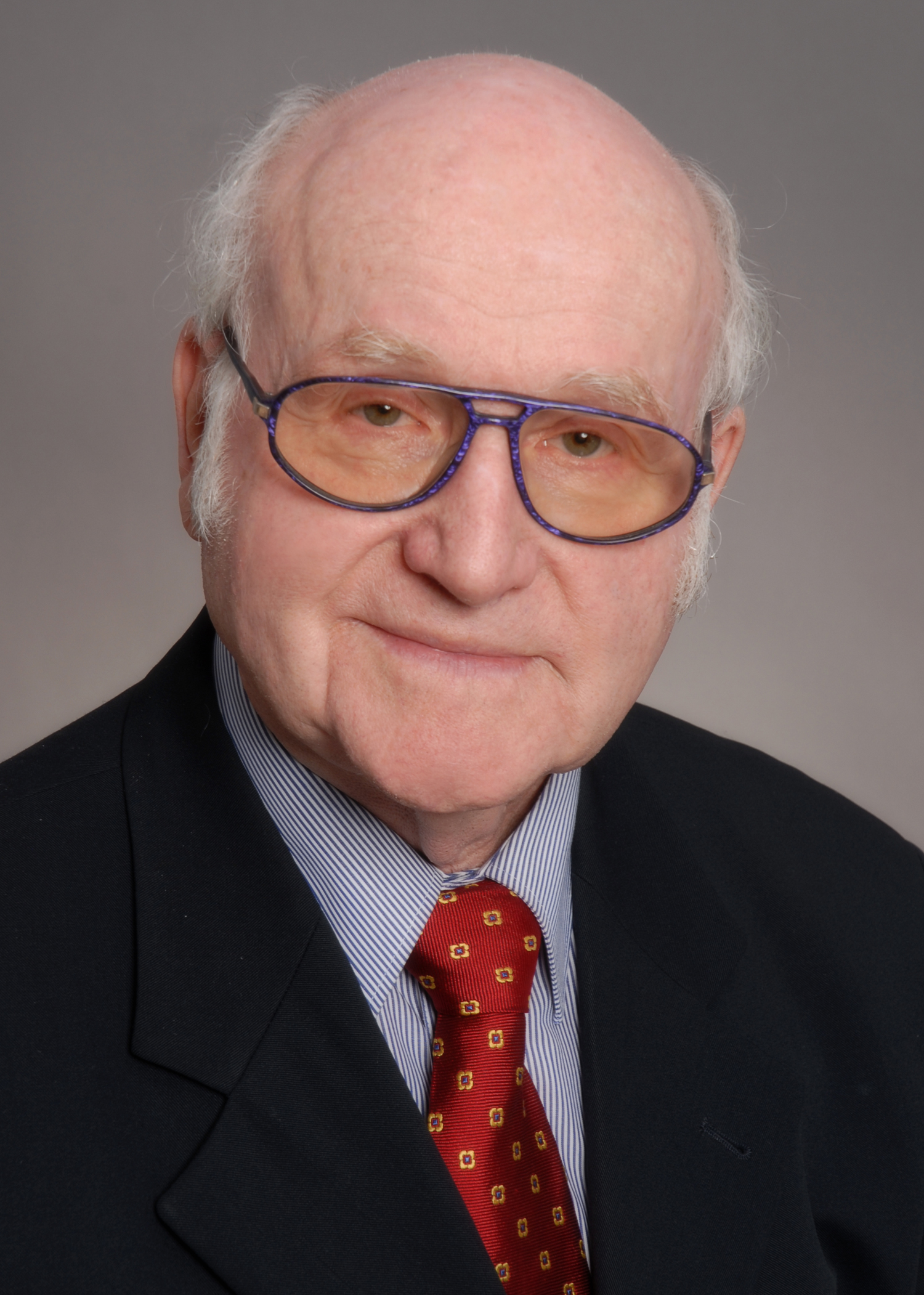
Martin Grüner (2007)

Martin Grüner (* 19. Juli 1929 in Stuttgart; † 4. Februar 2018 in Bonn) war ein deutscher Politiker (FDP). Er war von 1972 bis 1987 Parlamentarischer Staatssekretär beim Bundesminister für Wirtschaft und von 1987 bis 1991 beim Bundesminister für Umwelt, Naturschutz und Reaktorsicherheit.

## Ausbildung und Beruf
Nach dem Abitur 1949 in Schramberg absolvierte Grüner ein Studium der Rechtswissenschaft in Tübingen und Hamburg, welches er mit dem ersten und 1959 mit dem zweiten juristischen Staatsexamen beendete. Danach war er bis 1968 als Syndikus und Geschäftsführer im Verband der Schwarzwälder Uhren-Industrie e. V. in Schwenningen tätig. 1961 wurde er als Rechtsanwalt zugelassen. Von 1968 bis 1972 war Grüner Hauptgeschäftsführer des Verbandes der Deutschen Uhren-Industrie.

## Partei
Seit 1950 war Grüner Mitglied der FDP; während der Studentenzeit in Tübingen leitete er die Liberale Hochschulgruppe. Von 1963 bis 1967 und von 1969 bis 1988 gehörte er dem FDP-Landesvorstand in Baden-Württemberg an. Mitglied des FDP-Bundesvorstandes war er von 1976 bis 1990.

## Abgeordneter

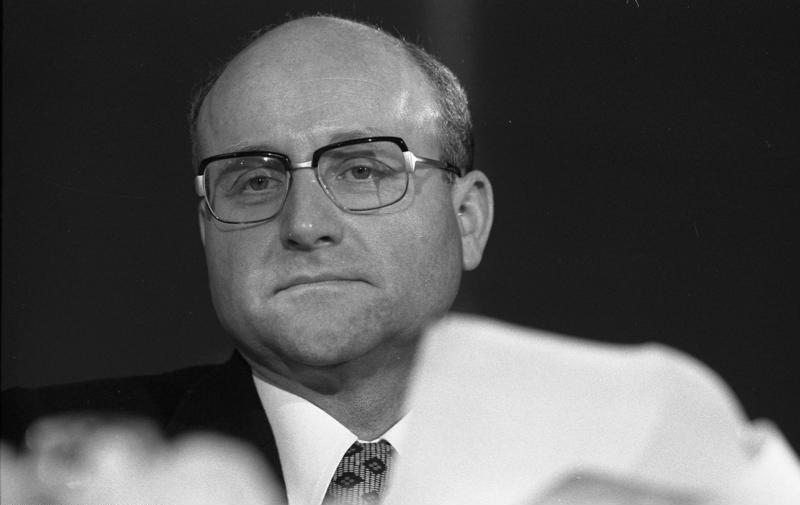
Martin Grüner (1976)

Von 1964 bis 1972 gehörte Grüner dem Gemeinderat seines Heimatortes Schramberg an.
Er war von 1969 bis 1994 Mitglied des Deutschen Bundestages und dort von 1969 bis 1972 bildungspolitischer Sprecher der FDP-Bundestagsfraktion. Außerdem war er Mitglied im sozialpolitischen Ausschuss und im Haushaltsausschuss des Bundestages. Im 12. Deutschen Bundestag (1990–1994) war Martin Grüner Mitglied des Finanzausschusses und Vorsitzender der Arbeitsgruppe „Finanzen und Steuern“ der FDP-Fraktion sowie Mitglied des Auswärtigen Ausschusses. In seiner Tätigkeit als Mitglied der Enquetekommission „Vorsorge zum Schutz der Erdatmosphäre“ des Deutschen Bundestages sah Martin Grüner einen Schwerpunkt seiner parlamentarischen Arbeit in der 12. Legislaturperiode.
Martin Grüner ist stets über die Landesliste Baden-Württemberg der FDP in den Bundestag eingezogen.

## Öffentliche Ämter
Am 15. Dezember 1972 wurde Grüner als Parlamentarischer Staatssekretär beim Bundesminister für Wirtschaft in die von Bundeskanzler Willy Brandt geführte Bundesregierung berufen. In diesem Amt gehörte er auch den Kabinetten von Helmut Schmidt an, bis er nach dem Bruch der sozial-liberalen Koalition am 17. September 1982 zunächst aus dem Amt ausschied.
Nach der Wahl von Helmut Kohl zum Bundeskanzler wurde Grüner schon am 4. Oktober 1982 erneut zum Parlamentarischen Staatssekretär beim Bundesminister für Wirtschaft ernannt. Von 1974 bis 1987 war er auch Koordinator der Bundesregierung für die deutsche Luft- und Raumfahrt. Nach der Bundestagswahl 1987 wechselte er am 12. März 1987 in gleicher Funktion zum Bundesminister für Umwelt, Naturschutz und Reaktorsicherheit. Nach der Bundestagswahl 1990 schied er dann am 18. Januar 1991 aus dem Amt, blieb aber bis 1994 Mitglied des Deutschen Bundestages.

## Ehrungen
- 1975: Verdienstkreuz 1. Klasse der Bundesrepublik Deutschland
- 1978: Großes Verdienstkreuz der Bundesrepublik Deutschland[1]
- 1983: Großes Verdienstkreuz mit Stern und Schulterband des Verdienstordens der Bundesrepublik Deutschland

## Kabinette
- Kabinett Brandt II
- Kabinett Schmidt I – Kabinett Schmidt II – Kabinett Schmidt III
- Kabinett Kohl I – Kabinett Kohl II – Kabinett Kohl III